# Madeleine Foing-Haudebine
Madeleine Félicienne Lucienne Foing-Haudebine (17 février 1898 - 31 janvier 1978) est une espérantiste française et enseignante de l’espéranto selon la méthode Cseh. Elle est considérée comme l’une des plus célèbres personnes enseignant selon cette méthode. 

## Biographie
Madeleine Foing-Haudebine nait le 17 février 1899 à Sannois, de Paulin René Foing, perruquier, et Jeanne Van Belleghem,.
Le 18 octobre 1921, elle épouse Henri Haudebine, qui meurt le 29 juillet 1930 à Hué, en Indochine française, des suites d’une septicémie,.
En 1932, Madeleine Foing-Haudebine apprend l’espéranto. Elle l’enseigne ensuite en utilisant la méthode Cseh,.  Elle enseigne successivement en France (1932-1933), aux Pays-Bas (1933-1935), en Suède (1935-1938), en Belgique (1938-1940), au Danemark (1948-1949), Norvège (1949-1953) et de nouveau au Danemark (1953-1957). À partir de 1965, elle enseigne en Inde pendant 15 ans, avec une année au Japon en 1967, dans le même but.
En 1959, son travail est reconnu par le conseil d’administration de l’association universelle d'espéranto. Elle obtient par la suite le statut de membre honoraire de l’UEA, qui récompense les personnes ayant grandement servi à la diffusion de la langue,. 
En 1967, elle fait paraitre un livre détaillant la culture indienne sous plusieurs aspects, dont les arts, langues, l’histoire, les religions et les fêtes.
Madeleine Foing-Haudebine meurt le 31 janvier 1978 dans le 20e arrondissement de Paris,.

## Œuvres
- (eo) Madeleine Haudebine, Utila Manlibro pri Hindujo, New Delhi, Hinda Instituto de Esperanto, 1967, 76 p.